# Беркова, Нина Матвеевна
Ни́на Матве́евна Беркова (14 февраля 1925, Москва — 18 марта 2003, Москва) — русская писательница, прозаик.
Член КПСС (1952). Окончила истфак МГУ (1952).
Член Союза писателей СССР (1976).
Работала в издательстве «Детская литература», где, в частности, в начале 60-х годов приложила усилия к «пробиванию» публикаций произведений Стругацких и других фантастов, затем — в аппарате СП СССР, где стала одним из инициаторов проведения ежегодных Всесоюзных семинаров молодых писателей-фантастов в подмосковной Малеевке и Дубултах.
Лауреат премии им. И. Ефремова (2000).

## Сочинения

### Проза
- Куда ведут следы легенд. М.: ФиС, 1962 (По родным просторам)
- Так поступают спортсмены. М., 1967 (Спорт — детям)
- Борис Манжелли. М., 1983